# N.H. Nylander
Nils Hansson Nylander, född 1856 i Torrlösa socken i dåvarande Malmöhus län, död 1940 i Kristianstad, var en svensk cykelfabrikör och VD för AB Svenska Biografteatern.

## Biografi
I unga år arbetade han som "vaktepåg" men kom tidigt att gå i smedlära och blev så småningom smedmästare. År 1892 erhöll han anställning som smidesmästare vid den militära vapensmedjan Tyggården (nuvarande Regionmuseet) i Kristianstad och bosatte sig då i staden.
Året därpå lämnade emellertid Nylander sin tjänst hos kronan och öppnade en mindre reparationsverkstad för symaskiner och velocipeder. Samtidigt skaffade han sig en verkstadslokal där han även utförde andra arbeten som förnicklingar, ugnslackeringar med mera. Nylander, som var utpräglat tekniskt sinnad, började också att experimentera med egna produkter. År 1902 byggde han Kristianstads första motorcykel, vilken också ansetts vara den första användbara som byggdes i Sverige. Vid denna tidpunkt öppnade han även cykelaffär i Frimurarehuset, där han inledningsvis sålde importerade cyklar. Omkring år 1904 övertog emellertid Nylander en tidigare bagerilokal i ett gårdshus på Östra Storgatan 3. Här inredde han en mekanisk verkstad vilken gjorde det möjligt att starta egen fabrikation. Han började nu att tillverka dels cyklar av märket Kuriren, dels invalidvagnar och rullstolar,  av vilka särskilt de sistnämnda blev en stor framgång och kom att försäljas i hela landet.
I detta skede blev Nylander uppsökt av Gustaf Björkman, en ung filmintresserad man då anställd i Hjortsbergs pappershandel. Björkman fick med sig den djärve fabrikören på idén att öppna en biograf i staden, något som då saknades. Detta ledde år 1905 fram till bildandet av Handelsbolaget Kristianstads Biograf-teater, år 1907 ombildat till AB Svenska Biografteatern där Nylander blev VD, ett bolag som kom att utgöra embryot till AB Svensk Filmindustri (SF). Det uppstod sedermera interna stridigheter i styrelsen för AB Svenska Biografteatern genom att övriga aktieägare ifrågasatte Nylanders ledarskap och den turbulens som rådde under denna period kom även att hota hans övriga affärsverksamhet. År 1909 tvingades Nylander att avgå både som VD och styrelseledamot i AB Svenska Biografteatern men behöll sitt aktieinnehav fram till år 1915. 
Nylander fortsatte dock att driva sin verkstad under dessa år. Ett tiotal anställda tillverkade alltjämt cyklar och rullstolar och under första världskriget utökades produktionen till att även omfatta ficklampsbatterier, karbidlampor med mera. År 1919 överlät han emellertid verkstaden till ingenjör Gustaf Riis. Nylander fortsatte dock att driva sin cykel- och symaskinsaffär och när radion gjorde sitt intåg utökade han raskt sortimentet med radiomottagare. Omkring år 1935 övertogs rörelsen av Ture Bornheim som fortsatte verksamheten under firmanamnet Nylanders Radio- & Cykelaffär. Affären upphörde omkring år 1942.
N.H. Nylander avled år 1940. Han är främst ihågkommen som "den svenska filmindustrins fader" och ligger begravd på Östra begravningsplatsen i Kristianstad.